# Distrito de Rewari
Rewari (en hindi; रेवाडी़ जिला ) es un distrito de India en el estado de Haryana. Código ISO: IN.HR.RE.
Comprende una superficie de 1 559 km².
El centro administrativo es la ciudad de Rewari.

## Demografía
Según censo 2011 contaba con una población total de 896 129 habitantes.